# Aubencheul-au-Bac
Aubencheul-au-Bac är en kommun i departementet Nord i regionen Hauts-de-France i norra Frankrike. Kommunen ligger i kantonen Cambrai-Ouest som tillhör arrondissementet Cambrai. År 2022 hade Aubencheul-au-Bac 535 invånare.

## Befolkningsutveckling
Antalet invånare i kommunen Aubencheul-au-Bac
| Referens: INSEE |